# Kakorinya
Kakorinya är en krater i Kenya.   Den ligger i länet Turkana, i den centrala delen av landet, 400 km norr om huvudstaden Nairobi. Toppen på Kakorinya är 903 meter över havet.
Terrängen runt Kakorinya är huvudsakligen kuperad. Kakorinya ligger uppe på en höjd som går i öst-västlig riktning.  Trakten runt Kakorinya är nära nog obefolkad, med mindre än två invånare per kvadratkilometer. Det finns inga samhällen i närheten. Omgivningarna runt Kakorinya är i huvudsak ett öppet busklandskap.